# Danh sách sứ mệnh Apollo

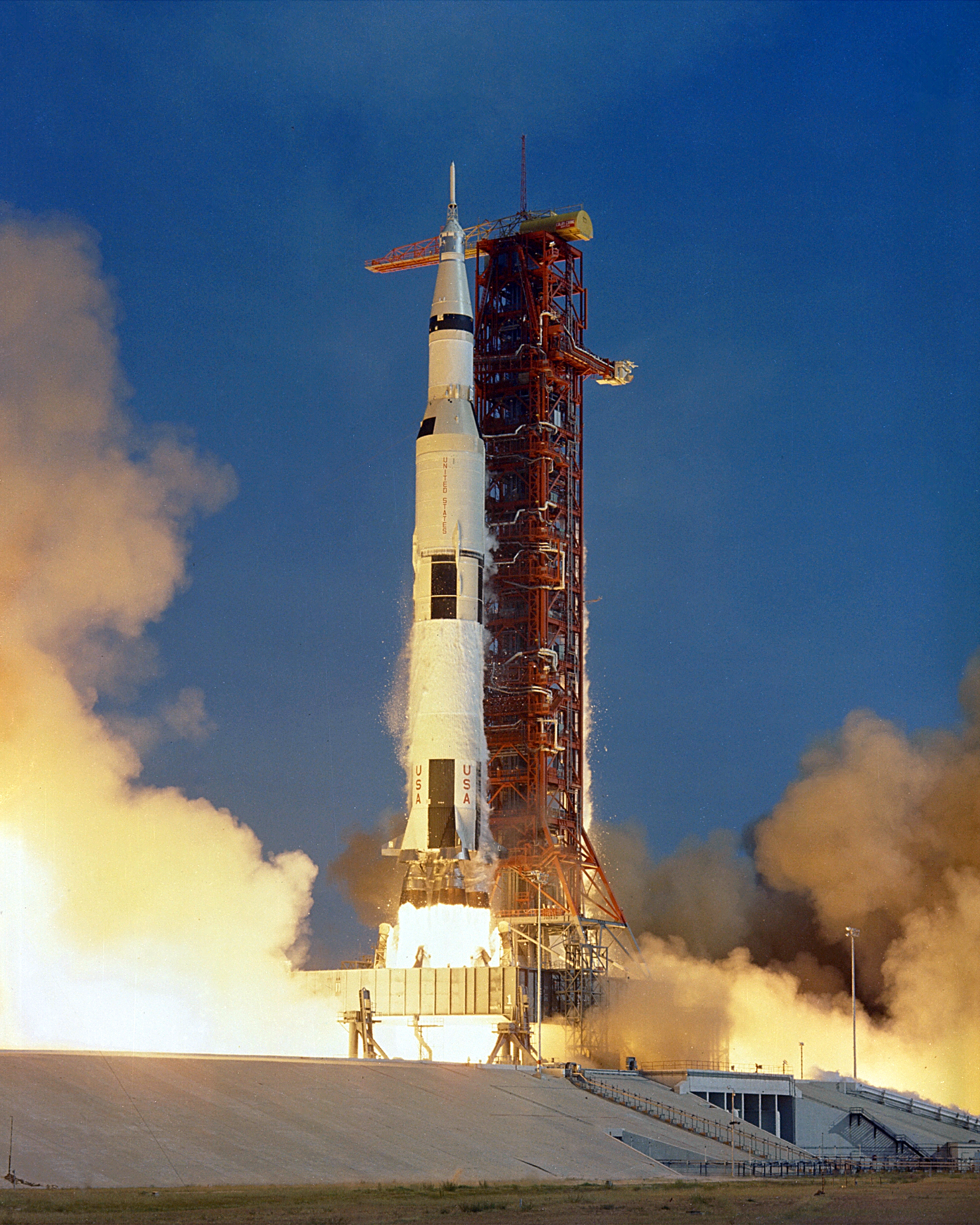
Phương tiện vũ trụ AS-506 được phóng lên tại bệ phóng 39A vào ngày 16 tháng 7 năm 1969, phục vụ sứ mệnh Apollo 11 đưa người đầu tiên đặt chân lên Mặt Trăng

Chương trình Apollo là chương trình du hành không gian có người lái của Hoa Kỳ đã đưa những phi hành gia đầu tiên đặt chân lên Mặt Trăng, được tiến hành từ năm 1961 đến năm 1972 bởi Cơ quan Hàng không và Vũ trụ Quốc gia Mỹ (NASA). Chương trình sử dụng các phương tiện phóng Saturn IB và Saturn V để đưa mô-đun chỉ huy và dịch vụ Apollo (CSM) cùng với Mô-đun Mặt Trăng Apollo (LM) vào không gian, ngoài ra còn có tên lửa Little Joe II để thử nghiệm hệ thống thoát hiểm khi phóng (launch escape system) với công dụng đưa phi hành gia đến nơi an toàn trong trường hợp tên lửa Saturn gặp trục trặc. Những chuyến bay thử không người lái được tiến hành từ năm 1966 thể hiện sự an toàn cho phi hành đoàn của các phương tiện phóng và tàu vũ trụ, và bốn chuyến bay có người lái được triển khai từ tháng 10 năm 1968 đã cho thấy khả năng của phi thuyền trong việc đảm nhận nhiệm vụ hạ cánh xuống Mặt Trăng.
Chương trình Apollo đã đạt được mục tiêu lần đầu tiên đưa con người đổ bộ lên Mặt Trăng qua sứ mệnh Apollo 11, trong đó Neil Armstrong và Buzz Aldrin đáp LM Eagle xuống Biển Tĩnh Lặng và đi bộ trên bề mặt vệ tinh tự nhiên của Trái Đất, trong khi phi hành gia Michael Collins thì ở lại trên quỹ đạo trong CSM Columbia; cả ba hạ cánh xuống Trái Đất an toàn vào ngày 24 tháng 7 năm 1969. Năm sứ mệnh tiếp theo đã đưa các phi hành gia đến nhiều địa điểm khác nhau trên Mặt Trăng và kết thúc với sứ mệnh Apollo 17 vào tháng 12 năm 1972. Tổng cộng mười hai người đã đi bộ trên thiên thể ấy và đưa về Trái Đất 842 pound (382 kg) các mẫu vật đá Mặt Trăng cũng như đất Mặt Trăng, góp phần lớn vào sự hiểu biết thành phần và lịch sử địa lý của Mặt Trăng.
Có hai sứ mệnh Apollo gặp thất bại: một vụ cháy cabin vào năm 1967 trong quá trình thử nghiệm trên mặt đất nhằm chuẩn bị cho chuyến bay có người lái đầu tiên đã giết chết toàn bộ ba thành viên phi hành đoàn Apollo 1; và nỗ lực hạ cánh xuống Mặt Trăng lần thứ ba với Apollo 13 đã bị hủy bỏ do một vụ nổ bể oxy trên đường đến Mặt Trăng làm vô hiệu hoá nguồn điện và các hệ thống hỗ trợ sự sống của CSM Odyssey, khiến cho hệ thống đẩy trở nên nguy hiểm để sử dụng. Phi hành đoàn đã di chuyển vòng quanh Mặt Trăng và quay về Trái Đất an toàn bằng cách sử dụng LM Aquarius như "xuồng cứu sinh" để thay cho các tính năng trên.

## Chuyến bay thử nghiệm không người lái
Từ năm 1961 đến năm 1967, các phương tiện phóng Saturn và những bộ phận của tàu vũ trụ Apollo đã được thử nghiệm trong các chuyến bay không người lái.

### Saturn I
Theo kế hoạch ban đầu, phương tiện phóng Saturn I sẽ đưa các chuyến bay có người lái của mô-đun chỉ huy (CM) lên quỹ đạo Trái Đất tầm thấp, nhưng tải trọng tối đa 20.000 pound (9.100 kg) của nó thậm chí còn không thể nâng một mô-đun dịch vụ (SM) đã được tiếp nhiên liệu một phần, đặt ra yêu cầu phải xây dựng mô-đun tên lửa đẩy lùi (retrorocket) nhẹ để rời khỏi quỹ đạo. Những kế hoạch này cuối cùng đã bị loại bỏ, thay vào đó NASA sẽ sử dụng Saturn IB bản nâng cấp để phóng mô-đun chỉ huy và mô-đun dịch vụ với nhiên liệu đầy một nửa cho các cuộc thử nghiệm có phi hành đoàn trên quỹ đạo Trái Đất. Điều này đã giới hạn mục đích của các chuyến bay Saturn I thành phát triển phương tiện phóng Saturn, thử nghiệm boilerplate CSM cỡ lớn, và ba lần phóng vệ tinh vi thiên thạch (micrometeoroid) để hỗ trợ cho Apollo.
| Sứ mệnh | Số seri của PTP | Phi vụ phóng                                    | Ghi chú | Nguồn              |
| ------- | --------------- | ----------------------------------------------- | --- | ------------------ |
| SA-1    | Saturn I SA-1   | 27 tháng 10 năm 1961, 15:06 GMT Tổ hợp Phóng 34 | Thử nghiệm tầng thứ nhất S-I của Saturn I; các tầng trên (upper stage) mô hình mang theo nước | [ 1 ] [ 9 ] [ 10 ] |
| SA-2    | Saturn I SA-2   | 25 tháng 4 năm 1962, 14:00 GMT Tổ hợp Phóng 34  | Các mô hình tầng trên giải phóng 22.900 galông Mỹ (86.685 L) nước ra thượng tầng khí quyển để điều tra sự ảnh hưởng đến việc truyền sóng vô tuyến và những thay đổi trong điều kiện thời tiết địa phương | [ 1 ] [ 9 ] [ 10 ] |
| SA-3    | Saturn I SA-3   | 16 tháng 11 năm 1962,17:45 GMT Tổ hợp Phóng 34  | Lặp lại sứ mệnh SA-2 | [ 1 ] [ 9 ] [ 10 ] |
| SA-4    | Saturn I SA-4   | 28 tháng 3 năm 1963, 20:11 GMT Tổ hợp Phóng 34  | Thử nghiệm việc tắt sớm một động cơ S-I | [ 1 ] [ 9 ] [ 10 ] |
| SA-5    | Saturn I SA-5   | 29 tháng 1 năm 1964, 16:25 GMT Tổ hợp Phóng 37B | Chuyến bay đầu tiên của tầng thứ hai đang hoạt động. Chuyến bay trên quỹ đạo đầu tiên | [ 1 ] [ 9 ] [ 10 ] |
| AS-101  | Saturn I SA-6   | 28 tháng 5 năm 1964, 17:07 GMT Tổ hợp Phóng 37B | Thử nghiệm tính toàn vẹn cấu trúc trên boilerplate mô-đun chỉ huy và dịch vụ Apollo (CSM) đầu tiên | [ 1 ] [ 10 ]       |
| AS-102  | Saturn I SA-7   | 18 tháng 9 năm 1964, 17:22 GMT Tổ hợp Phóng 37B | Mang theo máy tính đầu tiên có thể lập trình trong chuyến bay trên phương tiện Saturn I. Chuyến bay phát triển phương tiện phóng cuối cùng                                                               | [ 1 ] [ 10 ]       |
| AS-103  | Saturn I SA-9   | 16 tháng 2 năm 1965, 14:37 GMT Tổ hợp Phóng 37B | Mang theo vệ tinh vi thiên thạch Pegasus (Pegasus A) đầu tiên bên cạnh boilerplate CSM | [ 1 ] [ 10 ]       |
| AS-104  | Saturn I SA-8   | 25 tháng 5 năm 1965, 07:35 GMT Tổ hợp Phóng 37B | Mang theo Pegasus B và boilerplate CSM | [ 1 ] [ 10 ]       |
| AS-105  | Saturn I SA-10  | 30 tháng 7 năm 1965, 13:00 GMT Tổ hợp Phóng 37B | Mang theo Pegasus C và boilerplate CSM | [ 1 ] [ 10 ]       |

Có một vài sự không nhất quán trong việc đánh số và đặt tên cho ba chuyến bay Apollo-Saturn (AS) (hay các chuyến bay Apollo) không người lái đầu tiên. Điều này là do AS-204 được đổi tên thành Apollo 1 sau vụ hỏa hoạn làm chết ba phi hành gia. Chuyến bay có người lái này lẽ ra phải nối tiếp ba chuyến bay không người lái đầu tiên. Sau vụ hỏa hoạn khiến phi hành đoàn AS-204 thiệt mạng trên bệ phóng trong một cuộc diễn tập và huấn luyện, các chuyến bay Apollo không người lái đã được tiếp tục lại để thử nghiệm phương tiện phóng Saturn V và Mô-đun Mặt Trăng; những sứ mệnh này được chỉ định là Apollo 4, 5 và 6. Do đó, sứ mệnh Apollo đầu tiên có phi hành đoàn là Apollo 7. Những con số "Apollo" đơn giản chưa bao giờ được gán cho ba chuyến bay không người lái đầu tiên, mặc dù việc đổi tên AS-201, AS-202 và AS-203 lần lượt thành Apollo 1-A, Apollo 2 và Apollo 3 đã được xem xét đến.

### Saturn IB
Saturn I đã được chuyển đổi thành Uprated Saturn I, định danh cuối cùng là Saturn IB, bằng cách thay thế tầng thứ hai S-IV bằng S-IVB; tầng S-IVB cũng sẽ được sử dụng như tầng thứ ba của Saturn V với việc bổ sung khả năng khởi động lại trên quỹ đạo. Điều này đã tăng khả năng tải trọng lên 46.000 pound (21.000 kg), đủ để đưa Mô-đun Chỉ huy vào quỹ đạo cùng với một Mô-đun Dịch vụ chỉ đổ một nửa nhiên liệu, và quá đủ để đưa Mô-đun Mặt Trăng được cung cấp đầy đủ nhiên liệu lên quỹ đạo.
Hai thử nghiệm dưới quỹ đạo của mô-đun chỉ huy và dịch vụ Apollo Block I, một cuộc thử nghiệm phát triển S-IVB, và một cuộc thử nghiệm Mô-đun Mặt Trăng đã được tiến hành. Thành công của cuộc thử nghiệm LM đã dẫn đến việc hủy bỏ chuyến bay không người lái thứ hai theo kế hoạch.
| Sứ mệnh  | Số seri của PTP  | Phi vụ phóng                                    | Ghi chú | Nguồn                    |
| -------- | ---------------- | ----------------------------------------------- | --- | ------------------------ |
| AS-201   | Saturn IB SA-201 | 26 tháng 2 năm 1966, 16:12 GMT Tổ hợp Phóng 34  | Cuộc thử nghiệm đầu tiên của Saturn IB và CSM Apollo Block I. Đây là một chuyến bay dưới quỹ đạo đã hạ cánh CM xuống Đại Tây Dương và trình diễn tấm chắn nhiệt. Mất áp suất thuốc phóng khiến động cơ SM tắt sớm.                                                                                              | [ 1 ] [ 6 ] [ 9 ] [ 10 ] |
| AS-203   | Saturn IB SA-203 | 5 tháng 7 năm 1966, 14:53 GMT Tổ hợp Phóng 37B  | Không mang theo tàu vũ trụ Apollo; trang bị dụng cụ khoa học và quay lại video hành vi trên quỹ đạo của nhiên liệu hydro lỏng của S-IVB để hỗ trợ thiết kế khả năng khởi động lại cho Saturn V. Sứ mệnh được coi là thành công, mặc dù S-IVB đã vô tình bị phá hủy trong thử nghiệm phá vỡ bể quá áp cuối cùng. | [ 1 ] [ 6 ] [ 9 ] [ 10 ] |
| AS-202   | Saturn IB SA-202 | 25 tháng 8 năm 1966, 17:15 GMT Tổ hợp Phóng 34  | Chuyến bay dưới quỹ đạo và hạ cánh ở Thái Bình Dương. Tấm chắn nhiệt CM được thử nghiệm ở tốc độ cao hơn; SM đốt cháy thành công. | [ 1 ] [ 6 ] [ 9 ] [ 10 ] |
| Apollo 5 | Saturn IB SA-204 | 22 tháng 1 năm 1968, 22:48 GMT Tổ hợp Phóng 37B | Chuyến bay đầu tiên của LM đã đốt cháy thành công động cơ hạ cánh và cất cánh; trình diễn thử nghiệm hủy bỏ hạ cánh "fire-in-the-hole". | [ 1 ] [ 9 ] [ 10 ]       |

### Thử nghiệm hệ thống thoát hiểm khi phóng
Từ tháng 8 năm 1963 đến tháng 1 năm 1966, một số cuộc thử nghiệm đã được tiến hành tại Bãi thử nghiệm tên lửa White Sands để phát triển hệ thống thoát hiểm khi phóng (launch escape system, hay LES). Chúng bao gồm các mô phỏng "hủy bỏ bệ phóng", có thể xảy ra khi tàu vũ trụ Apollo-Saturn vẫn còn trên bệ phóng, và các chuyến bay trên tên lửa Little Joe II để mô phỏng việc hủy bỏ Mode I có thể xảy ra khi phương tiện đang ở trên không.

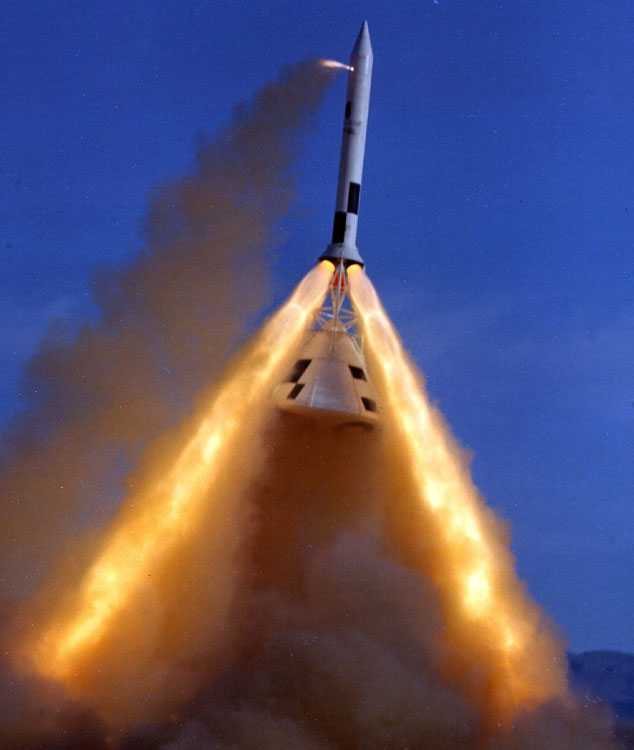
Cuộc thử nghiệm Pad Abort Test 2 với boilerplate mô-đun chỉ huy

| Sứ mệnh          | Phương tiện phóng | Phi vụ phóng                                   | Ghi chú                                                                               | Nguồn        |
| ---------------- | ----------------- | ---------------------------------------------- | ------------------------------------------------------------------------------------- | ------------ |
| QTV              | Little Joe II     | 28 tháng 8 năm 1963, 13:05 GMT Tổ hợp Phóng 36 | Kiểm tra thẩm định Little Joe II                                                      | [ 1 ] [ 10 ] |
| Pad Abort Test 1 | Không có          | 7 tháng 11 năm 1963, 16:00 GMT Tổ hợp Phóng 36 | Thử nghiệm hủy bỏ đối với LES từ bệ phóng                                             | [ 1 ] [ 10 ] |
| A-001            | Little Joe II     | 13 tháng 5 năm 1964, 13:00 GMT Tổ hợp Phóng 36 | Thử nghiệm LES ở tốc độ cận âm thanh, thành công ngoại trừ thất bại khi triển khai dù | [ 1 ] [ 10 ] |
| A-002            | Little Joe II     | 8 tháng 12 năm 1964, 15:00 GMT Tổ hợp Phóng 36 | LES đạt độ cao tối đa, thử nghiệm hủy bỏ dưới điều kiện cực đại                       | [ 1 ] [ 10 ] |
| A-003            | Little Joe II     | 19 tháng 5 năm 1965, 13:01 GMT Tổ hợp Phóng 36 | Thử nghiệm hủy bỏ đối với cánh mũi của LES ở độ cao tối đa                            | [ 1 ] [ 10 ] |
| Pad Abort Test 2 | Không có          | 29 tháng 6 năm 1965, 13:00 GMT Tổ hợp Phóng 36 | Thử nghiệm hủy bỏ từ bệ phóng đối với LES của một chiếc CM gần giống kiểu Block I     | [ 1 ] [ 10 ] |
| A-004            | Little Joe II     | 20 tháng 1 năm 1966, 15:17 GMT Tổ hợp Phóng 36 | Thử nghiệm LES với tải tối đa, cho CM Block I nhào lộn                                | [ 1 ] [ 10 ] |

### Saturn V
Trước khi George Mueller bắt đầu nhiệm kỳ với tư cách Phó quản lý (Associate Administrator) của NASA cho Chuyến bay Vũ trụ có Người lái từ năm 1963, người ta cho rằng sẽ cần 20 chiếc Saturn V với ít nhất 10 chuyến bay thử nghiệm không có người lái để đạt được mục tiêu đưa phi hành đoàn đổ bộ lên Mặt Trăng, và sử dụng triết lý thử nghiệm thận trọng từng tầng một như được áp dụng cho Saturn I. Nhưng Mueller đã đưa ra triết lý thử nghiệm "toàn bộ" (all-up), sử dụng cả ba tầng đang hoạt động cộng với tàu vũ trụ Apollo trên mỗi chuyến bay thử nghiệm. Điều này đã giúp phát triển Saturn V với ít cuộc thử nghiệm không người lái hơn, tạo điều kiện thuận lợi cho việc hạ cánh lên Mặt Trăng trước thời hạn mục tiêu năm 1969. Quy mô của lô sản xuất Saturn V đã giảm từ 20 xuống 15 chiếc.
Ba chuyến bay thử nghiệm không có phi hành đoàn đã được lên kế hoạch để đánh giá độ an toàn đối với con người của tên lửa đẩy hạng siêu nặng Saturn V sẽ đưa các chuyến bay Apollo có người lái lên Mặt Trăng. Thành công của chuyến bay đầu tiên và thành công một phần của chuyến bay thứ hai đã dẫn đến quyết định hủy bỏ cuộc thử nghiệm không người lái thứ ba.
| Sứ mệnh  | Số seri của PTP | Phi vụ phóng                                    | Ghi chú | Nguồn              |
| -------- | --------------- | ----------------------------------------------- | --- | ------------------ |
| Apollo 4 | Saturn V SA-501 | 9 tháng 11 năm 1967, 12:00 GMT Tổ hợp Phóng 39A | Chuyến bay đầu tiên của tên lửa đẩy Saturn V; thành công trình diễn việc khởi động lại tầng thứ ba S-IVB và thử nghiệm tấm chắn nhiệt của CM ở các vận tốc tái thâm nhập từ một sứ mệnh Mặt Trăng. | [ 1 ] [ 9 ] [ 10 ] |
| Apollo 6 | Saturn V SA-502 | 4 tháng 4 năm 1968, 16:12 GMT Tổ hợp Phóng 39A  | Chuyến bay thứ hai của Saturn V; một số dao động pogo đã khiến hai động cơ tầng thứ hai bị tắt sớm và tầng thứ ba khởi động thất bại. Động cơ SM được dùng để đạt vận tốc tái thâm nhập cao, mặc dù thấp hơn Apollo 4. NASA đã xác định các biện pháp sửa lỗi đối với hiện tượng dao động và tuyên bố Saturn V an toàn cho con người sử dụng. | [ 1 ] [ 9 ] [ 10 ] |

## Loại sứ mệnh theo thứ tự bảng chữ cái
Chương trình Apollo yêu cầu thử nghiệm tuần tự một số yếu tố của nhiệm vụ chính trong quá trình chuẩn bị cho cuộc đổ bộ lên Mặt Trăng có phi hành đoàn. Một danh sách theo thứ tự bảng chữ cái của các loại nhiệm vụ chính đã được Owen Maynard đề xuất vào tháng 9 năm 1967. Hai nhiệm vụ loại A trình diễn các cuộc thử nghiệm không người lái của CSM và Saturn V, và một nhiệm vụ loại B thực hiện một cuộc thử nghiệm không người lái đối với LM. Nhiệm vụ loại C, chuyến bay có phi hành đoàn đầu tiên của CSM trên quỹ đạo Trái Đất, được thực hiện bởi Apollo 7.
Danh sách này đã được sửa đổi theo đề xuất của George Low nhằm thực hiện sứ mệnh bay lên quỹ đạo Mặt Trăng trước thời hạn, một ý tưởng chịu ảnh hưởng từ trạng thái đã được xác minh của CSM và sự chậm trễ trong việc sản xuất LM. Apollo 8 đã được tái phân loại từ loại sứ mệnh ban đầu là D, thử nghiệm tàu vũ trụ CSM/LM hoàn chỉnh trên quỹ đạo Trái Đất, thành sứ mệnh "C-Prime" sẽ đưa con người lên Mặt Trăng. Sau khi hoàn thành, nó loại bỏ đi sự cần thiết của mục tiêu loại E, thử nghiệm trên quỹ đạo Trái Đất tầm trung. Thay vào đó, sứ mệnh loại D được thực hiện bởi Apollo 9; sứ mệnh loại F, Apollo 10, đã đưa tàu vũ trụ CSM/LM lên Mặt Trăng để thử nghiệm lần cuối mà không thực hiện hạ cánh. Sứ mệnh loại G, Apollo 11, đã tiến hành cuộc đổ bộ đầu tiên lên Mặt Trăng, mục tiêu trọng tâm của chương trình.
Danh sách A-G ban đầu đã được mở rộng để bao gồm các loại nhiệm vụ về sau::466 các sứ mệnh loại H – Apollo 12, 13 (theo kế hoạch) và 14 – sẽ thực hiện những cuộc đổ bộ chính xác, và các sứ mệnh loại J – Apollo 15, 16 và 17 – sẽ thực hiện điều tra khoa học kỹ lưỡng. Mục tiêu loại I, kêu gọi mở rộng việc giám sát quỹ đạo Mặt Trăng, đã được đưa vào các sứ mệnh loại J.:466
| Loại sứ mệnh | Sứ mệnh                                       | Mô tả |
| ------------ | --------------------------------------------- | --- |
| A            | - Apollo 4 - Apollo 6                         | Chuyến bay không người lái của các phương tiện phóng và CSM, mục đích nhằm chứng minh tính phù hợp của thiết kế và chứng nhận sự an toàn cho con người. |
| B            | Apollo 5                                      | Chuyến bay không người lái của LM, nhằm chứng minh tính phù hợp của thiết kế và chứng nhận sự an toàn cho con người. |
| C            | Apollo 7                                      | Chuyến bay có người lái để chứng minh hiệu suất và khả năng hoạt động của CSM. |
| C′           | Apollo 8                                      | Mô-đun chỉ huy và dịch vụ trình diễn chuyến bay có người lái trên quỹ đạo Mặt Trăng.:466 |
| D            | Apollo 9                                      | Chuyến bay có người lái của phương tiện hạ cánh hoàn chỉnh lên Mặt Trăng ở quỹ đạo Trái Đất tầm thấp để chứng minh khả năng hoạt động của tất cả các thiết bị và (trong phạm vi có thể được thực hiện trên quỹ đạo Trái Đất) để thực hiện các thao tác liên quan đến sứ mệnh sau cùng. |
| E            | —                                             | Chuyến bay có người lái trên quỹ đạo đến những khoảng cách rất xa so với Trái Đất của phương tiện hạ cánh xuống Mặt Trăng. |
| F            | Apollo 10                                     | Một nhiệm vụ hoàn chỉnh ngoại trừ việc hạ cánh cuối cùng xuống bề mặt Mặt Trăng. |
| G            | Apollo 11                                     | Nhiệm vụ hạ cánh xuống Mặt Trăng đầu tiên. |
| H            | - Apollo 12 - Apollo 13 (dự định) - Apollo 14 | Trình diễn hạ cánh xuống Mặt Trăng có người lái một cách chính xác và khám phá Mặt Trăng có hệ thống.:466 |
| I            | —                                             | Dành riêng cho nhiệm vụ khảo sát Mặt Trăng. (Không được sử dụng) |
| J            | - Apollo 15 - Apollo 16 - Apollo 17           | Nghiên cứu khoa học sâu rộng về Mặt Trăng trên bề mặt Mặt Trăng và từ quỹ đạo Mặt Trăng.:466 |

## Sứ mệnh có người lái
Tàu vũ trụ CSM Block I không có khả năng bay cùng với LM, do đó ba vị trí phi hành đoàn được chỉ định là Phi công Chỉ huy, Phi công Cao cấp và Phi công dựa trên cấp bậc phi công Không quân Hoa Kỳ. Tàu vũ trụ Block II được thiết kế để bay với Mô-đun Mặt Trăng, vì vậy các vị trí phi hành đoàn tương ứng được chỉ định là Chỉ huy, Phi công Mô-đun Chỉ huy và Phi công Mô-đun Mặt Trăng, dù có hay không sự hiện diện của Mô-đun Mặt Trăng trong bất kỳ nhiệm vụ nào.
Bảy trong số các nhiệm vụ này liên quan đến hoạt động ngoài tàu vũ trụ (extravehicular activity, EVA), đi bộ ngoài không gian hoặc đi bộ trên Mặt Trăng. Chúng bao gồm ba loại: thử nghiệm bộ đồ EVA Mặt Trăng trên quỹ đạo Trái Đất (Apollo 9), khám phá bề mặt Mặt Trăng, và lấy các hộp phim từ Mô-đun Dụng cụ Khoa học (Scientific Instrument Module) được lưu trữ trong Mô-đun Dịch vụ.
| Sứ mệnh   | Miếng vá                   | Phi vụ phóng                                     | Phi hành đoàn                                           | Phương tiện phóng  | Tên CM         | Tên LM     | Thời lượng          | Ghi chú | Nguồn                            |
| --------- | -------------------------- | ------------------------------------------------ | ------------------------------------------------------- | ------------------ | -------------- | ---------- | ------------------- | --- | -------------------------------- |
| Apollo 1  | Apollo 1 mission patch     | 21 tháng 2 năm 1967 Tổ hợp Phóng 34 (dự định)    | Gus Grissom, Ed White, Roger B. Chaffee                 | Saturn IB (SA-204) | —              | —          | —                   | Không được phóng. Vào này 27 tháng 1 năm 1967, một đám cháy bùng phát trong cabin khi đang thử nghiệm bệ phóng đã giết chết toàn bộ phi hành đoàn và phá hủy mô-đun. Định danh ban đầu của chuyên bay là AS-204, nhưng về sau được đổi lại thành Apollo 1 theo như yêu cầu từ người thân của phi hành đoàn. | [ 1 ] [ 9 ] [ 20 ] [ 21 ] [ 22 ] |
| Apollo 7  | Apollo 7 mission patch     | 11 tháng 10 năm 1968, 15:02 GMT Tổ hợp Phóng 34  | Wally Schirra, Donn F. Eisele, Walter Cunningham        | Saturn IB (AS-205) | —              | —          | 10 d 20 h 09 m 03 s | Chuyến bay thử nghiệm của CSM Block II trên quỹ đạo Trái Đất; bao gồm lần phát sóng truyền hình trực tiếp đầu tiên từ một tàu vũ trụ của Mỹ. | [ 1 ] [ 9 ] [ 23 ] [ 24 ] [ 25 ] |
| Apollo 8  | Apollo 8 mission patch     | 21 tháng 12 năm 1968, 12:51 GMT Tổ hợp Phóng 39A | Frank Borman, James Lovell, William Anders              | Saturn V (SA-503)  | —              | —          | 06 d 03 h 00 m 42 s | Những con người đầu tiên rời khỏi quỹ đạo Trái Đất và đi đến Mặt Trăng. Chuyến bay vòng quanh Mặt Trăng đầu tiên với 10 quỹ đạo đã hoàn thành quanh thiên thể này trong 20 giờ. Chuyến bay có người lái đầu tiên của Saturn V.                                                                              | [ 1 ] [ 9 ] [ 26 ] [ 27 ] [ 28 ] |
| Apollo 9  | Apollo 9 mission patch     | 3 tháng 3 năm 1969, 16:00 GMT Tổ hợp Phóng 39A   | James McDivitt, David Scott, Rusty Schweickart          | Saturn V (SA-504)  | Gumdrop        | Spider     | 10 d 01 h 00 m 54 s | Chuyến bay thử nghiệm có người lái đầu tiên của LM; kiểm tra việc đẩy, cuộc hẹn và ghép nối trên quỹ đạo Trái Đất. Chuyến EVA đã thử nghiệm Portable Life Support System (PLSS). | [ 1 ] [ 9 ] [ 29 ] [ 30 ] [ 31 ] |
| Apollo 10 | Apollo 10 mission patchogo | 18 tháng 5 năm 1969, 16:49 GMT Tổ hợp Phóng 39B  | Thomas P. Stafford, John Young, Eugene Cernan           | Saturn V (SA-505)  | Charlie Brown  | Snoopy     | 08 d 00 h 03 m 23 s | Diễn tập chuẩn bị hạ cánh xuống Mặt Trăng. LM hạ xuống cách bề mặt Mặt Trăng 8,4 hải lý (15,6 km). | [ 1 ] [ 9 ] [ 32 ] [ 33 ] [ 34 ] |
| Apollo 11 | Apollo 11 pission patch    | 16 tháng 7 năm 1969, 13:32 GMT Tổ hợp Phóng 39A  | Neil Armstrong, Michael Collins, Edwin "Buzz" Aldrin    | Saturn V (SA-506)  | Columbia       | Eagle      | 08 d 03 h 18 m 35 s | Chuyến bay có người lái đầu tiên hạ cánh xuống Biển Tĩnh Lặng (Tranquility Base); bao gồm duy nhất một chuyến EVA trên bề mặt. | [ 1 ] [ 3 ] [ 9 ] [ 35 ]         |
| Apollo 12 | Apollo 12 mission patch    | 14 tháng 11 năm 1969, 16:22 GMT Tổ hợp Phóng 39A | Charles (Pete) Conrad, Richard F. Gordon Jr., Alan Bean | Saturn V (SA-507)  | Yankee Clipper | Intrepid   | 10 d 04 h 36 m 24 s | Lần hạ cánh chính xác đầu tiên lên Mặt Trăng ở Ocean of Storms gần tàu thăm dò Surveyor 3. Tiến hành hai chuyến EVA trên bề mặt và đưa các bộ phận của Surveyor về Trái Đất. | [ 1 ] [ 9 ] [ 36 ] [ 37 ]        |
| Apollo 13 | Apollo 13 mission patch    | 11 tháng 4 năm 1970, 19:13 GMT Tổ hợp Phóng 39A  | James Lovell, Jack Swigert, Fred Haise                  | Saturn V (SA-508)  | Odyssey        | Aquarius   | 05 d 22 h 54 m 41 s | Ý định hạ cánh xuống Fra Mauro bị hủy bỏ sau khi bể oxy của SM phát nổ. LM được sử dụng như "xuồng cứu sinh" để đưa phi hành đoàn trở về an toàn. Vụ va chạm đầu tiên của tầng thứ nhất S-IVB trên Mặt Trăng để thử nghiệm địa chấn chủ động (active seismic test).                                         | [ 1 ] [ 7 ] [ 9 ] [ 38 ]         |
| Apollo 14 | Apollo 14 mission patch    | 31 tháng 1 năm 1971, 21:03 GMT Tổ hợp Phóng 39A  | Alan Shepard, Stuart Roosa, Edgar Mitchell              | Saturn V (SA-509)  | Kitty Hawk     | Antares    | 09 d 00 h 01 m 58 s | Thành công hạ cánh xuống Fra Mauro. Phát sóng những hình ảnh truyền hình màu đầu tiên từ bề mặt Mặt Trăng (ngoài một vài khoảnh khắc khi bắt đầu chuyến đi bộ trên Mặt Trăng của Apollo 12). Tiến hành các thí nghiệm khoa học vật liệu đầu tiên trong không gian. Tiến hành hai chuyến EVA trên bề mặt.    | [ 1 ] [ 9 ] [ 39 ] [ 40 ]        |
| Apollo 15 | Apollo 15 misison patch    | 26 tháng 7 năm 1971, 13:34 GMT Tổ hợp Phóng 39A  | David Scott, Alfred Worden, James Irwin                 | Saturn V (SA-510)  | Endeavour      | Falcon     | 12 d 07 h 11 m 53 s | Hạ cánh tại Hadley-Apennine. Chiếc LM đầu tiên được mở rộng, ở lại trên Mặt Trăng ba ngày. Lần đầu tiên sử dụng Xe lưu động Mặt Trăng. Tiến hành ba chuyến EVA trên bề mặt Mặt Trăng và một chuyến EVA trong không gian khi quay trở về để lấy đoạn phim camera quỹ đạo từ SM.                              | [ 1 ] [ 9 ] [ 41 ] [ 42 ]        |
| Apollo 16 | Apollo 16 mission patch    | 16 tháng 4 năm 1972, 17:54 GMT Tổ hợp Phóng 39A  | John Young, Ken Mattingly, Charles Duke                 | Saturn V (SA-511)  | Casper         | Orion      | 11 d 01 h 51 m 05 s | Hạ cánh ở cao nguyên Descartes. Tiến hành ba chuyến EVA trên Mặt Trăng và một chuyến EVA trong không gian sâu | [ 1 ] [ 9 ] [ 43 ] [ 44 ]        |
| Apollo 17 | Apollo 17 mission patch    | 7 tháng 12 năm 1972, 05:33 GMT Tổ hợp Phóng 39A  | Eugene Cernan, Ronald Evans, Harrison Schmitt           | Saturn V (SA-512)  | America        | Challenger | 12d 13 h 51 m 59 s  | Hạ cánh ở Taurus–Littrow. Nhà địa chất chuyên nghiệp đầu tiên trên Mặt Trăng. Phi vụ phóng ban đêm đầu tiên. Tiến hành ba chuyến EVA trên Mặt Trăng và một chuyến EVA trong không gian sâu. | [ 1 ] [ 9 ] [ 10 ] [ 45 ]        |

### Các sứ mệnh bị hủy bỏ
Một số sứ mệnh theo kế hoạch của chương trình Apollo đã bị hủy vì nhiều lý do, bao gồm những thay đổi về phương diện kỹ thuật, vụ hỏa hoạn Apollo 1, sự chậm trễ của phần cứng và hạn chế về ngân sách.
- Trước khi xảy ra thảm họa Apollo 1, hai sứ mệnh tàu vũ trụ Block I có phi hành đoàn đã được lên kế hoạch, nhưng sau đó người ta quyết định hủy bỏ sứ mệnh thứ hai do nó sẽ không cung cấp thêm thông tin nào về hiệu suất của tàu vũ trụ so với sứ mệnh đầu tiên, cũng như không thể thực hiện các hoạt động bổ sung như EVA.
- Chiến lược thử nghiệm toàn bộ của Saturn V và tỷ lệ thành công tương đối tốt đã giúp NASA hoàn thành chuyến hạ cánh lên Mặt Trăng đầu tiên trong lần bay thứ sáu, chừa lại 10 sứ mệnh cho các cuộc đổ bộ lên Mặt Trăng trải dài tới Apollo 20.[46] Tuy nhiên, sự quan tâm của công chúng đối với chương trình ngày càng thấp đã khiến nguồn tài trợ của Quốc hội bị sụt giảm, buộc NASA phải tiết kiệm chi phí. Đầu tiên, Apollo 20 được cắt giảm nhằm chừa ra một chiếc Saturn V để phóng toàn bộ Trạm vũ trụ Skylab thay vì xây dựng nó trên quỹ đạo thông qua nhiều lần phóng Saturn IB.[47] Tám tháng sau, Apollo 18 và 19 cũng bị cắt giảm nhằm tiết kiệm hơn nữa và cũng vì lo ngại khả năng thất bại tăng lên khi có quá nhiều các chuyến bay lên Mặt Trăng.[48][49]

| Theo kế hoạch | Theo kế hoạch | Theo kế hoạch     | Theo kế hoạch        | Theo kế hoạch         | Theo kế hoạch         | Theo kế hoạch    | Khi bay                           | Khi bay                           | Khi bay                           | Khi bay                           | Khi bay                           | Khi bay                           |
| Sứ mệnh       | Loại          | Ngày              | Nơi hạ cánh          | CDR                   | CMP                   | LMP              | Sứ mệnh                           | Ngày phóng                        | Nơi hạ cánh                       | CDR                               | CMP                               | LMP                               |
| ------------- | ------------- | ----------------- | -------------------- | --------------------- | --------------------- | ---------------- | --------------------------------- | --------------------------------- | --------------------------------- | --------------------------------- | --------------------------------- | --------------------------------- |
| Apollo 12     | H             | Tháng 11 năm 1969 | Ocean of Storms      | Pete Conrad           | Richard F. Gordon Jr. | Alan Bean        | Apollo 12                         | 14 tháng 11 năm 1969              | Ocean of Storms                   | Pete Conrad                       | Richard F. Gordon Jr.             | Alan Bean                         |
| Apollo 13     | H             | Tháng 3 năm 1970  | Cao nguyên Fra Mauro | Alan Shepard          | Stuart Roosa          | Edgar Mitchell   | Apollo 13                         | 11 tháng 4 năm 1970               | Thất bại                          | Jim Lovell                        | Jack Swigert                      | Fred Haise                        |
| Apollo 14     | H             | Tháng 7 năm 1970  | Hố Censorinus        | Jim Lovell            | Ken Mattingly         | Fred Haise       | Apollo 14                         | 31 tháng 1 năm 1971               | Cao nguyên Fra Mauro              | Alan Shepard                      | Stuart Roosa                      | Edgar Mitchell                    |
| Apollo 15     | H             | Tháng 11 năm 1970 | Hố Littrow           | David Scott           | Alfred Worden         | James Irwin      | Apollo 15                         | 26 tháng 7 năm 1971               | Hadley Rille                      | David Scott                       | Alfred Worden                     | James Irwin                       |
| Apollo 16     | J             | Tháng 4 năm 1971  | Hố Tycho             | John Young            | Jack Swigert          | Charles Duke     | Apollo 16                         | 16 tháng 4 năm 1972               | Cao nguyên Descartes              | John Young                        | Ken Mattingly                     | Charles Duke                      |
| Apollo 17     | J             | Tháng 9 năm 1971  | Marius Hills         | Gene Cernan           | Ronald Evans          | Joe Engle        | Apollo 17                         | 7 tháng 12 năm 1972               | Taurus–Littrow                    | Gene Cernan                       | Ronald Evans                      | Harrison Schmitt                  |
| Apollo 18     | J             | Tháng 2 năm 1972  | Schroter's Valley    | Richard F. Gordon Jr. | Vance Brand           | Harrison Schmitt | BỊ HỦY BỎ tháng 9 năm 1970        | BỊ HỦY BỎ tháng 9 năm 1970        | BỊ HỦY BỎ tháng 9 năm 1970        | BỊ HỦY BỎ tháng 9 năm 1970        | BỊ HỦY BỎ tháng 9 năm 1970        | BỊ HỦY BỎ tháng 9 năm 1970        |
| Apollo 19     | J             | Tháng 7 năm 1972  | Hyginus Rille        | Fred Haise            | William Pogue         | Gerald Carr      | BỊ HỦY BỎ tháng 9 năm 1970        | BỊ HỦY BỎ tháng 9 năm 1970        | BỊ HỦY BỎ tháng 9 năm 1970        | BỊ HỦY BỎ tháng 9 năm 1970        | BỊ HỦY BỎ tháng 9 năm 1970        | BỊ HỦY BỎ tháng 9 năm 1970        |
| Apollo 20     | J             | Tháng 12 năm 1972 | Hố Copernicus        | Stuart Roosa          | Don L. Lind           | Jack Lousma      | BỊ HỦY BỎ ngày 4 tháng 1 năm 1970 | BỊ HỦY BỎ ngày 4 tháng 1 năm 1970 | BỊ HỦY BỎ ngày 4 tháng 1 năm 1970 | BỊ HỦY BỎ ngày 4 tháng 1 năm 1970 | BỊ HỦY BỎ ngày 4 tháng 1 năm 1970 | BỊ HỦY BỎ ngày 4 tháng 1 năm 1970 |